# Johann Christian Plath (Geistlicher)
Johann Christian Plath (* 5. November 1790 in Hamburg; † 26. August 1852 ebenda) war ein deutscher evangelisch-lutherischer Geistlicher.

## Leben
Plath war der Sohn des gleichnamigen Holzhändlers Johann Christian Plath (1738–1817) aus dessen zweiten Ehe mit Christiane Misler (1759–1850), Tochter des Oberaltensekretärs Johann Gottfried Misler.
Nach seiner Schulbildung am Johanneum und dem Akademischen Gymnasium in Hamburg, nahm Plath 1811 ein Theologiestudium an der Georg-August-Universität Göttingen auf. 1813 unterbrach er das Studium und nahm als Wachtmeister im Bremen-Verdenschen Husaren-Regiment unter Oberstleutnant von dem Bussche mit der Deutschen Legion am Feldzug gegen die Franzosen teil, welche seine Heimatstadt seit 1806 besetzt hatten. Später setzte Plath sein Studium in Göttingen fort und wurde 1816 unter die Kandidaten des Hamburgischen Ministeriums aufgenommen. 1819 wurde er als Collaborator am Johanneum und 1820 als Katechet an dem Zuchthaus, sowie dem dazugehörigen Werk- und Armenhaus angestellt. Nach dem Tod des Predigers Georg Heinrich Häseler (1743–1820) wurde Plath zu dessen Nachfolger gewählt, wurde Diaconus an der Hauptkirche Sankt Michaelis und verwaltete dieses Amt bis zu seinem Tod 1852. Im Jahr 1829 wurde er außerdem Abgeordneter des Ministeriums am Schulconvent der Armenschule und Patron der Paßmannschen Schule, in der arme Kinder frei unterrichtet wurden.
Plath setzte sich vor allem für die Jugend, die Armenschulen und die Prediger-Wittwenkasse in Hamburg ein.

## Familie
Am 22. August 1821 heiratete Plath Therese Böckmann (1802–1826), Tochter des Hamburger Oberalten Johann Hinrich Böckmann (1767–1854), welche nach der Geburt zweier Kinder, bereits am 13. Januar 1826 verstarb.
Plath gab 1851 die Autobiografie seines gleichnamigen Vaters heraus, welche er seinem jüngeren Bruder Wilhelm Plath (1795–1877) widmete.

## Schriften (Auswahl)
- Ansichten der freien Hansestadt Hamburg und ihrer Umgebung. Mit zehn Kupfern. Theil 2. Wilmans, Frankfurt am Main 1828 (Digitalisat).
- Über den Artikel XXIV des Hamburgischen Hauptrecesses und einiger damit zusammenhängende Punkte. Perthes & Besser, Hamburg 1828 (Digitalisat auf den Seiten der Staats- und Universitätsbibliothek Hamburg).
- Der neue Entwurf einer Hamburgischen Schulordnung. Zur Verständigung und Beruhigung. Perthes-Besser & Mauke, Hamburg 1847 (Online bei Google Books).
- Johann Christian Plath: Bruchstück einer Selbstbiographie. Hrsg.: Joh. Christian Plath. Rauhes Haus, Hamburg 1851.